# 木村雅昭
木村 雅昭（きむら まさあき、1942年9月17日 - ）は、日本の政治学者。京都大学名誉教授、元京都産業大学教授。専攻は、比較政治学、インド政治。法学博士（京都大学、1984年）。大阪市生まれ。

## 学歴
- 1960年 - 大阪府立天王寺高等学校
- 1966年 - 京都大学法学部卒業
- 1968年 - 京都大学大学院法学研究科政治学専攻修士課程修了
- 1984年 - 法学博士（京都大学、学位論文『インド史の社会構造 : カースト制度をめぐる歴史社会学』）

## 研究歴
- 1968年4月 - 京都大学法学部助手
- 1969年4月 - 同助教授（1978年4月より政治学専攻比較政治学講座担当）
- 1980年3月 - 同教授
- 1992年4月 - 同大学院法学研究科教授（2004年4月より法政理論専攻政治行政分析講座担当）
- 2001年4月 - 同法学研究科長・法学部長（2003年3月まで）
- 2006年
  - 3月 - 京都大学定年退職、京都大学名誉教授
  - 4月 - 京都産業大学法学部教授
- 2007年4月 - 京都産業大学世界問題研究所所長（2010年3月まで）
- 2013年3月 - 京都産業大学定年退職[1]

## 著書
著作は以下の通り。

### 単著
- 『インド史の社会構造――カースト制度をめぐる歴史社会学』（創文社、1981年）
- 『国家と文明システム』（ミネルヴァ書房、1993年）
- 『ユートピア以後の政治――21世紀への政治を読む』（有斐閣、1993年）
- 『インド現代政治――その光と影』（世界思想社、1996年）
- 『「大転換」の歴史社会学――経済・国家・文明システム』（ミネルヴァ書房、2002年）
- 『帝国・国家・ナショナリズム――世界史を衝き動かすもの』（ミネルヴァ書房、2009年）

### 共編著
- （岡本幸治）『現代政治を解読する』（ミネルヴァ書房、1990年）
- （田中治男・鈴木董）『フランス革命と周辺国家』（リブロポート、1992年）
- （岡本幸治）『紛争地域現代史（3）南アジア』（同文舘出版、1994年）
- （廣岡正久）『国家と民族を問いなおす』（ミネルヴァ書房、1999年）

### 訳書
- ユージン・カメンカ『マルクス主義と倫理学』（紀伊國屋書店、1970年）